# Linarit
Linarit, veraltet bzw. bergmännisch auch als Bleilasur, Kupferbleispat(h), Kupferbleivitriol oder Kupfer-Anglesit (Cupreous Angelsite) bekannt, ist ein selten vorkommendes Mineral aus der Mineralklasse der Sulfate. Es kristallisiert im monoklinen Kristallsystem mit der chemischen Zusammensetzung PbCu[(OH)2|SO4] und entwickelt meist tafelige bis prismatische Kristalle, aber auch krustige Überzüge in himmelblauer bis azurblauer Farbe mit starkem Glasglanz bis Diamantglanz.

## Etymologie und Geschichte
Erstmals beschrieben wurde Linarit 1822 durch Henry James Brooke, der das Mineral nach seiner Typlokalität Linares in Spanien benannte.

## Klassifikation
In der veralteten 8. Auflage der Mineralsystematik nach Strunz gehörte der Linarit zur Mineralklasse der „Sulfate, Chromate, Molybdate, Wolframate“ und dort zur Abteilung „Wasserfreie Sulfate mit fremden Anionen“, wo er gemeinsam mit Anhydrokainit, D’Ansit, Chlorothionit und Schmiederit in der „Chlorothionit-Linarit-Gruppe“ mit der Systemnummer VI/B.02 steht.
In der zuletzt 2018 überarbeiteten Lapis-Systematik nach Stefan Weiß, die formal auf der alten Systematik von Karl Hugo Strunz in der 8. Auflage basiert, erhielt das Mineral die System- und Mineralnummer VI/B.10-010. Dies entspricht der Klasse der „Sulfate, Chromate, Molybdate und Wolframate“ und dort der Abteilung „Wasserfreie Sulfate, mit fremden Anionen“, wo Linarit zusammen mit Caledonit, Chenit, Elyit, Grandviewit, Mammothit, Munakatait und Schmiederit eine unbenannte Gruppe mit der Systemnummer VI/B.10 bildet.
Die von der International Mineralogical Association (IMA) zuletzt 2009 aktualisierte 9. Auflage der Strunz’schen Mineralsystematik ordnet den Linarit in die Klasse der „Sulfate (Selenate, Tellurate, Chromate, Molybdate und Wolframate)“ und dort in die Abteilung „Sulfate (Selenate usw.) mit zusätzlichen Anionen, ohne H2O“ ein. Hier ist das Mineral in der Unterabteilung „Mit mittelgroßen und großen Kationen“ zu finden, wo es zusammen mit Munakatait und Schmiederit die „Linaritgruppe“ mit der Systemnummer 7.BC.65 bildet.
In der vorwiegend im englischen Sprachraum gebräuchlichen Systematik der Minerale nach Dana hat Linarit die System- und Mineralnummer 30.02.03.01. Das entspricht der Klasse der „Sulfate, Chromate und Molybdate“ und dort der Abteilung „Wasserfreie Sulfate mit Hydroxyl oder Halogen“. Hier findet er sich innerhalb der Unterabteilung „Wasserfreie Sulfate mit Hydroxyl oder Halogen mit (AB)2XO4Zq“ als einziges Mitglied in einer unbenannten Gruppe mit der Systemnummer 30.02.03.

## Kristallstruktur
Linarit kristallisiert im monoklinen Kristallsystem in der Raumgruppe P21/m (Raumgruppen-Nr. 11) mit den Gitterparametern a = 9,70 Å, b = 5,65 Å, c = 4,69 Å und β = 102,6° sowie zwei Formeleinheiten pro Elementarzelle.

## Eigenschaften
Linarit ist dem Azurit an Farbe und Kristallstruktur sehr ähnlich, kann von diesem jedoch durch die „Salzsäure-Probe“ unterschieden werden. Beim Linarit scheidet sich im Gegensatz zum Azurit bei Behandlung mit Salzsäure weißes Bleichlorid ab. Ebenfalls löslich ist Linarit in verdünnter Salpetersäure.

## Bildung und Fundorte

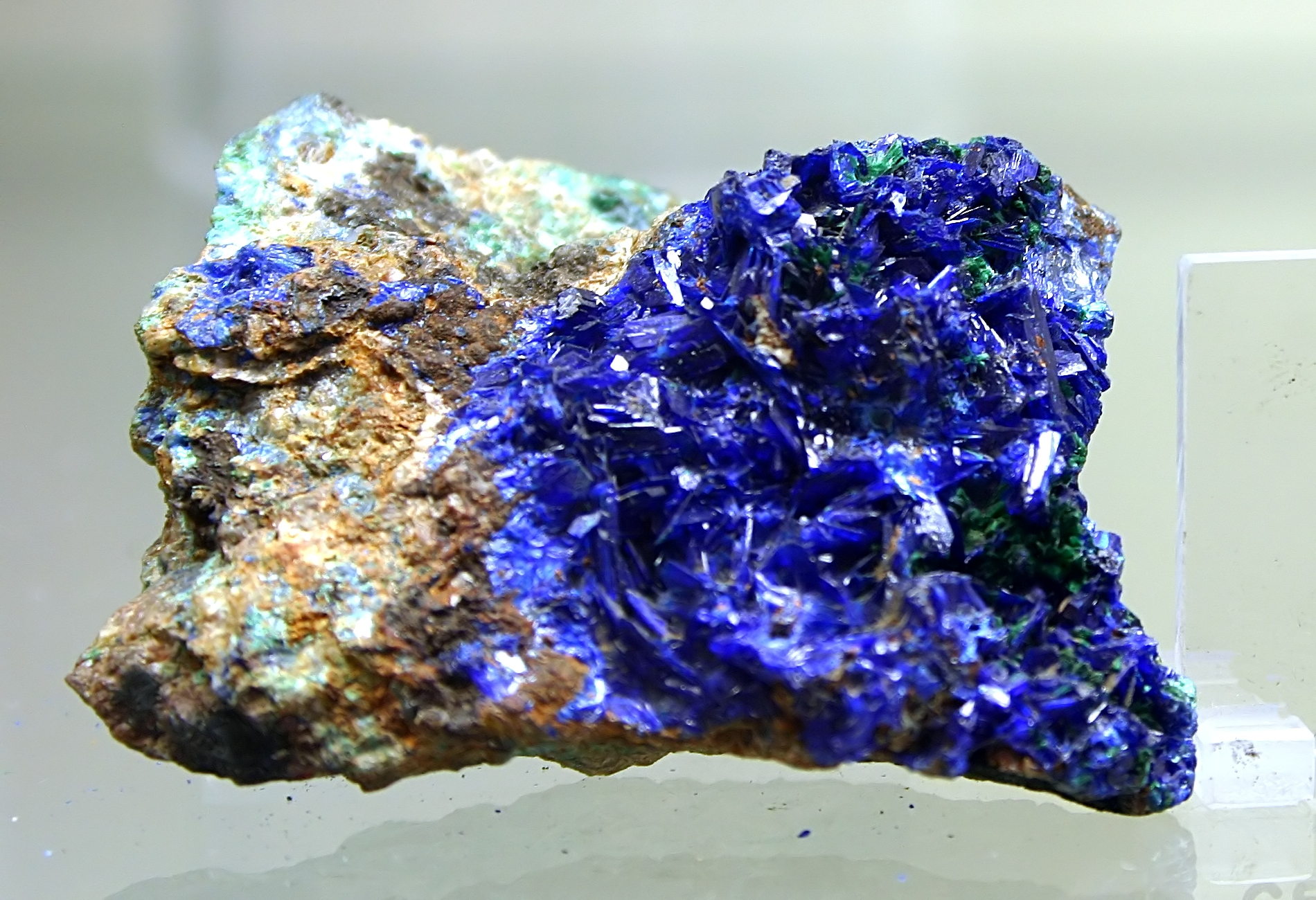
Linarit-Stufe aus Catamarca, Argentinien

Linarit ist ein typisches Sekundärmineral, dass sich in der Oxidationszone aus Kupfer- und Blei-Sulfiden bildet. Begleitminerale sind unter anderem Anglesit, Brochantit, Caledonit, Cerussit, Hemimorphit, Leadhillit und Malachit.
Bisher wurde Linarit an 693 Fundorten nachgewiesen, so unter anderem in Catamarca und Neuquén in Argentinien; Tasmanien und anderen Regionen von Australien; mehreren Regionen von Chile; Baden-Württemberg (Schwarzwald), Bayern (Fichtelgebirge), Hessen (Taunus), Niedersachsen (Harz), Nordrhein-Westfalen (Sauerland), Rheinland-Pfalz (Eifel, Hunsrück), Sachsen-Anhalt, Sachsen (Erzgebirge) und Thüringen (Harz) in Deutschland; vielen Regionen von Frankreich;in Griechenland bei Laurion und neuerdings auch auf Santorin; bei Keswick (Cumbria) und Leadhill (Schottland) in Großbritannien; mehreren Regionen von Italien; Tsumeb in Namibia; Kärnten (Lölling), Salzburg (Hohe Tauern), Steiermark (Fischbacher Alpen) und Tirol in Österreich; Nertschinsk in Sibirien; Böhmen und Mähren in Tschechien; Rezbanya in Ungarn; sowie in vielen Region der USA.
Bekannt für ihre Linaritfunde mit 5 bis 8 cm Größe sind vor allem die „Mammoth Mine“ und die „Grand Reef Mine“ in Arizona (USA).